# Robert Mark Pipta
Robert Mark Pipta (Anaheim, 7 aprile 1967) è un vescovo cattolico statunitense, dal 31 agosto 2023 eparca di Parma.

## Biografia
Robert Mark Pipta è nato ad Anaheim, in California, il 7 aprile 1967. Da ragazzo frequentava la parrocchia di rito bizantino dell'Annunciazione ad Anaheim, dove ha prestato servizio come ministrante e corista.

### Formazione e ministero sacerdotale
Dal 1985 al 1990 ha studiato per il Bachelor of Arts in musica presso l'Università della California a Irvine. Nel 1990 è entrato nel seminario "Santi Cirillo e Metodio" a Pittsburgh.
Il 2 maggio 1993 è stato ordinato diacono per l'eparchia di Van Nuys nella chiesa dell'Annunciazione ad Anaheim da George Martin Kuzma. Il 21 aprile dell'anno successivo è stato ordinato presbitero nella medesima chiesa dallo stesso presule. In seguito è stato vicario parrocchiale della parrocchia dell'allora pro-cattedrale di Santo Stefano a Phoenix dal maggio del 1994 all'agosto del 1997, notaio della curia diocesana dal 1994 al 1997, amministratore parrocchiale della parrocchia di San Gabriele arcangelo dall'agosto del 1997 al febbraio del 2004, parroco della parrocchia dei Santi Angeli a San Diego dal febbraio del 2004 all'aprile del 2014 e rettore del seminario cattolico bizantino "Santi Cirillo e Metodio" di Pittsburgh dal 1º maggio 2014 al 19 settembre 2023.
È stato anche membro della commissione intereparchiale per la musica e la liturgia, membro del collegio dei consultori, direttore diocesano della pastorale vocazionale e direttore del campo giovanile annuale Alive in Christ.

### Ministero episcopale
Il 31 agosto 2023 papa Francesco lo ha nominato eparca di Parma. Il 7 novembre 2023, durante i vespri solenni per l'ordinazione episcopale recitati nella chiesa della Santa Resurrezione a Euclid, ha emesso la professione di fede e pronunciato il suo giuramento di fedeltà alla Sede Apostolica. Ha ricevuto l'ordinazione episcopale ed è stato intronizzato il giorno successivo nello stesso edificio dall'arcieparca metropolita di Pittsburgh William Charles Skurla, co-consacranti l'eparca di Passaic Kurt Richard Burnette e il vescovo ausiliare e amministratore apostolico di Mukačevo Nil Jurij Luščak.
In seno alla Conferenza dei vescovi cattolici degli Stati Uniti è membro del comitato per i laici, il matrimonio, la vita famigliare e i giovani  e del comitato per la protezione dei bambini e dei giovani in rappresentanza della regione ecclesiastica XV che comprende i vescovi delle Chiese cattoliche di rito orientale operanti negli Stati Uniti d'America.

## Genealogia episcopale
La genealogia episcopale è:
- Cardinale Scipione Rebiba
- Cardinale Giulio Antonio Santori
- Cardinale Girolamo Bernerio, O.P.
- Arcivescovo Galeazzo Sanvitale
- Cardinale Ludovico Ludovisi
- Cardinale Luigi Caetani
- Cardinale Ulderico Carpegna
- Cardinale Paluzzo Paluzzi Altieri degli Albertoni
- Papa Benedetto XIII
- Papa Benedetto XIV
- Papa Clemente XIII
- Cardinale Marcantonio Colonna
- Cardinale Giacinto Sigismondo Gerdil, B.
- Cardinale Giulio Maria della Somaglia
- Cardinale Carlo Odescalchi, S.I.
- Cardinale Costantino Patrizi Naro
- Cardinale Lucido Maria Parocchi
- Papa Pio X
- Papa Benedetto XV
- Papa Pio XII
- Cardinale Eugène Tisserant
- Arcivescovo Nicholas Thomas Elko
- Arcivescovo Stephen John Kocisko
- Vescovo Andrew Pataki
- Arcivescovo William Charles Skurla
- Vescovo Robert Mark Pipta